# Konga

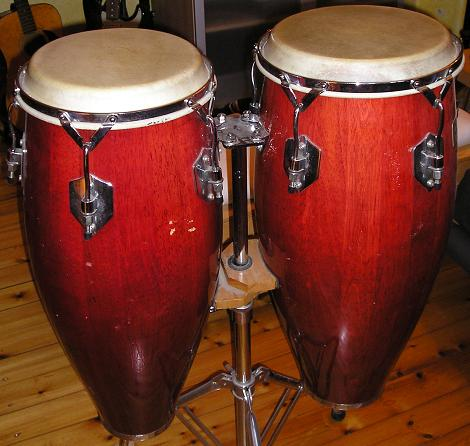
Kongák

A konga vagy kongadob egy afrikai eredetű népi ütős hangszer. Kb. 70 cm magas, 30 cm átmérőjű, alul nyitott dob.

## A szó eredete
Állítólag Kongóról kapta a nevét.

## Története
A mai konga ősei olyan nyugat-afrikai  dobok lehettek, amelyeket a  behurcolt afrikai rabszolgák vittek magukkal Dél-Amerikába és Kubába. Miután a  spanyol telepesek betiltották ezeket a dobokat (babonásan féltek ezektől), az Afrikából érkezett lakosság megváltoztatta a dobok formáját. A telepesek által használt hordók adták az alapötletet:  a dongás dobtesthez kötelek helyett gyűrűkkel feszítették a dobbőrt. A módosított formájú hangszerek használatát ezután a telepesek már nem ellenezték.

## Jellemzői
Létezik hordó alakú illetve kúpos testű kivitelben is. A játékos ülve a két térde közé szorítja, esetleg az állványra helyezett kongát álló testhelyzetben szólaltatja meg. A hangszer többféle hang kiadására képes, a választott játéktechnikától függően. Másként szól, ha a kávát ütik kézzel és másként, ha a bőrt, amelynek a feszességét a játékos változtathatja. A dob rezgését is kézzel csillapítják.

## Felhasználása
Számos zenei műfajban használják, a salsától kezdve a dzsesszig.